# Конюшки (Яворівський район)
Конюшки́ — село в Україні, у Яворівському районі Львівської області, підпорядковане Шегинівській сільській громаді. Населення становить 217 осіб. Орган місцевого самоврядування — Шегинівська сільська рада.

## Духовне життя
У селі є церква Архистратига Михаїла. Належить парафії ПЦУ.